# Samorząd Regionu Sedot Negew
Samorząd Regionu Sedot Negew (hebr. מועצהמועצה אזורית שדות נגב) – samorząd regionu położony w Dystrykcie Południowym, w Izraelu.
Samorządowi podlegają tereny w zachodniej części pustyni Negew w rejonie miasta Netiwot.

## Osiedla
Znajduje się tutaj 2 kibuce, 12 moszawy i 2 wioski.

### Kibuce
| - Alumim | - Sa’ad |

### Moszawy
| - Bet ha-Gaddi - Giwolim - Kefar Majmon - Melilot - Sharsheret - Szibbolim | - Shoqeda - Szuwa - Tekuma - Zeru’a - Zimrat - Josziwja |

### Wioski
| - Magalim | - Tuszijja |